# Wolfgang Hager (Politiker)
Wolfgang Hager (* 27. April 1962 in Tamsweg) ist ein österreichischer Politiker (SPÖ), freiberuflicher Schriftsteller und Herausgeber. Hager war von Dezember 1996 bis November 2000 aus dem Bundesland Steiermark entsandtes Mitglied des österreichischen Bundesrats.

## Beruflicher Werdegang
Wolfgang Hager wurde 1962 in Tamsweg im Bundesland Salzburg in unmittelbarer Nähe zu seiner obersteirischen Heimat geboren. Nach dem Besuch von Volks- und Hauptschule absolvierte Hager ein Oberstufenrealgymnasium, das er 1981 mit der Matura abschloss. Nach abgeleistetem Präsenzdienst nahm er das Studium der Germanistik und Philosophie, Psychologie und Pädagogik an der Universität Klagenfurt auf, welches er aber nicht abschloss.
Bereits ab 1982 war Wolfgang Hager als teilzeitbeschäftigter Gemeindesekretär tätig, ab 1989 daneben auch als freiberuflicher Schriftsteller. Seit 1991 gibt er die Literaturzeitschrift ZEITschrift heraus, wobei aus dieser Herausgebertätigkeit 2002 auch der Wolfgang Hager Verlag entstand, in dem Hager auch als Verleger tätig wurde.

## Politische Karriere
In den 1980er-Jahren engagierte sich Wolfgang Hager erstmals in der Jungen Generation in der SPÖ, wobei er ab 1985 verschiedene Funktionen im Ortsparteivorstand der SPÖ in seiner Heimatgemeinde Stolzalpe übernahm und 1987 zum Vorsitzenden der Jungen Generation der SPÖ Murau-Stolzalpe gewählt wurde. In weiterer Folge wählte ihn die Bevölkerung seiner Heimatgemeinde Stolzalpe im Jahr 1990 erstmals in den Gemeinderat und 1991 wurde er Stellvertretender Ortsparteivorsitzender der SPÖ Stolzalpe. 1993 wurde Wolfgang Hager Mitglied des Bezirksparteiausschusses der SPÖ im Bezirk Murau und 1996 Geschäftsführender Bezirksvorsitzender der SPÖ Murau. Ein Jahr später, im Jahr 1997, wurde Wolfgang Hager zum Vizebürgermeister seiner Heimatgemeinde Stolzalpe gewählt.
Mit 10. Dezember 1996 wurde Wolfgang Hager vom Steiermärkischen Landtag als Nachfolger seiner ausgeschiedenen Parteikollegin Michaela Rösler in den Bundesrat entsandt. Durch diese Funktion wurde Hager parteiintern Mitglied von Bundes- und Landesparteivorstand der SPÖ sowie des Landesparteipräsidiums der SPÖ Steiermark. Im Bundesrat selbst war Wolfgang Hager Mitglied zahlreicher Ausschüsse und unter anderem stellvertretender Ausschussvorsitzender des Gesundheitsausschusses (1996–1998), des Ausschusses für innere Angelegenheiten des Bundesrates (1999–2000) und des Justizausschusses (1999–2000). Infolge der Landtagswahl in der Steiermark 2000, bei der die SPÖ leichte Verluste hinnehmen musste, schied Wolfgang Hager aus dem Bundesrat mit 6. November 2000 aus.
Nach seinem Ausscheiden aus dem Bundesrat war Wolfgang Hager weiterhin kommunalpolitisch aktiv und wurde im Jahr 2010 noch zum Bürgermeister von Stolzalpe gewählt, ehe diese Gemeinde im Zuge der Steiermärkischen Gemeindestrukturreform mit 1. Jänner 2015 der Gemeinde Murau angeschlossen wurde.